# Money in the Bank (2015)
Money in the Bank (2015) — щорічне pay-per-view шоу «Money in the Bank», що проводиться федерацією реслінгу WWE. Шоу відбулося 14 червня 2015 року у Нейшнвайд-арена в місті Колумбус (Огайо),США. Це було шосте шоу в історії «Money in the Bank». Сім матчів відбулися під час шоу, один з них перед показом.
Основою цього PPV є традиційний матч з драбинами «Money in the Bank», де переможець отримує контракт на матч за титул Чемпіона світу у важкій вазі WWE в будь-який час і в будь-якому місці.
Квитки на шоу надійшли в продаж з 20 лютого 2015 року. Офіційний постер шоу був представлений 1 червня. На ньому зображений Дін Емброус.